# ناحیه آدیسون، شهرستان دوپیج، ایلینوی
ناحیه آدیسون (به انگلیسی: Addison Township) یک منطقهٔ مسکونی در ایالات متحده آمریکا است که در شهرستان دوپیج، ایلینوی واقع شده‌است. ناحیه آدیسون ۲۰۸ متر بالاتر از سطح دریا واقع شده‌است.